# Hanna Orthmann
Hanna Orthmann (Lüdinghausen, 3 ottobre 1998) è una pallavolista tedesca, schiacciatrice del Türk Hava Yolları.

## Carriera

### Club
La carriera di Hanna Orthmann inizia nella stagione 2014-15 nel Münster, militante nella 1. Bundesliga tedesca, a cui resta legata per tre annate.
Nella stagione 2017-18 viene ingaggiata dal club italiano della Pro Victoria, in Serie A1, dove gioca per quattro annate, aggiudicandosi la Challenge Cup 2018-19 e la Coppa CEV 2020-21. Nella stagione 2021-22 si accasa alla Savino Del Bene, sempre nella massima divisione italiana, prima di trasferirsi a gennaio al Türk Hava Yolları, impegnato nella Sultanlar Ligi turca, per il resto dell'annata.
Per il campionato 2023-24 ritorna nella Serie A1, vestendo la maglia dell'AGIL; a metà annata 2024-25 rescinde il contratto con il club di Novara per concludere la stagione nuovamente al Turk Hava Yollari, in Sultanlar Ligi.

### Nazionale
Viene convocata nelle varie nazionali giovanili tedesche: nel periodo che va dal 2014 al 2016 è nella nazionale under 19, nel 2015 in quella under 18 e nel 2017 in quella under 20.
Ottiene le prime convocazioni nella nazionale maggiore nel 2017.

## Palmarès

### Club
- Coppa CEV: 1

2020-21
- Challenge Cup: 1

2018-19

### Premi individuali
- 2020 - Qualificazioni europee ai Giochi della XXXII Olimpiade: Miglior schiacciatrice